# Dom przy 92 ulicy
Dom przy 92 ulicy (The House on 92nd Street) – amerykański film sensacyjny z 1945 roku w reżyserii Henry’ego Hathawaya. Scenariusz powstał na podstawie powieści Charlesa G. Bootha.
Film opowiada o walce FBI z hitlerowską siatką szpiegowską, prowadzącą działalność na terenie Stanów Zjednoczonych. Głównym bohaterem jest Bill Dietrich – Amerykanin pochodzenia niemieckiego, z którym w 1939 roku nawiązuje kontakt nazistowski wywiad. Dietrich podejmuje współpracę, jednak informuje o tym FBI, stając się tym samym podwójnym agentem.
Film Hathawaya cechuje dokumentalizm – realizuje założenia tzw. dokumentu policyjnego. FBI chętnie współpracowało przy produkcji filmu, reżyserowi udostępniono pomieszczenia biurowe służące za scenografię, a personel FBI pełnił rolę statystów. Widz mógł zapoznać się z prawdziwymi technikami śledczymi i szpiegowskimi, w tym z kryptologią, spektrografią itp. Metodę dokumentalną reżyser zastosował w kilku następnych filmach, zrealizowanych w latach 1945-1947.

## Obsada
- William Eythe jako Bill Dietrich
- Lloyd Nolan jako inspektor George A. Briggs
- Signe Hasso jako Elsa Gebhardt
- Gene Lockhart jako Charles Ogden Roper
- Leo G. Carroll jako pułkownik Hammersohn
- Lydia St. Clair jako Johanna Schmidt
- William Post Jr. jako Walker
- Harry Bellaver jako Max Cobura
- Bruno Wick jako Adolf Lange
- Harro Meller jako Conrad Arnulf
- Charles Wagenheim jako Gustav Hausmann
- Alfred Linder jako Adolf Klein
- Renee Carson jako Luise Vadja